# Andy Goram
Pour les articles homonymes, voir Goram.
Andrew Lewis Goram, dit Andy Goram, né le 13 avril 1964 à Bury (Angleterre) et mort le 2 juillet 2022, est un joueur de football britannique qui jouait en général au poste de gardien. Il est surtout connu pour avoir joué pour les Rangers dans les années 1990, lorsqu'il a gagné le surnom de The Goalie. Dans un sondage réalisé en 2001 auprès des fans des Rangers, Goram a été élu meilleur gardien de but des Rangers.

## Biographie
Il fait partie du Rangers FC Hall of Fame et du Scottish Football Hall of Fame, depuis 2010, lors de la septième session d'intronisation.

### En club
Après avoir débuté dans le club anglais de Oldham Athletic, il arrive en Écosse au Hibernian Edimbourg pour quatre ans. Il y joue 138 matches, inscrivant même un but, avant de signer aux Glasgow Rangers où il a remporté six titres consécutifs de champion d'Écosse sur les neuf consécutifs de son club entre 1989 et 1997 ainsi que trois Coupe d'Écosse.
En 2001, Alex Ferguson fait appel à ses services à Manchester United, en prêt, pour suppléer Fabien Barthez alors blessé. Andy Goram joue donc deux matches avec les Red Devils et remporte le championnat.

### En sélection
Bien que souvent barré par Jim Leighton, il compte 43 sélections en équipe d'Écosse et faisait partie des 22 écossais lors des coupes du monde 1986 et 1990. Il a également participé à l'Euro 92 ainsi qu'à l'Euro 96. Il n'est plus sélectionné en équipe d'Écosse à partir de 1998 : quinze jours avant la Coupe du monde en France, il est en effet écarté de l'équipe.

### Après-carrière
En mars 2006, Goram devient entraîneur des gardiens de buts du club écossais de Airdrie United.
Depuis janvier 2012, Andy Goram est l'entraîneur des gardiens à Hamilton Academical.
À signaler également que Goram a été sélectionné à quatre reprises en équipe d'Écosse de cricket.

### Santé
Andy Goram a souffert de schizophrénie. Ses supporters des Glasgow Rangers chantèrent alors en son hommage l'un des chants les plus drôles de l'histoire du foot : « There's only two Andy Gorams » (« Il n'y a que deux Andy Goram »).
Le 30 mai 2022 Andy Goram annonce souffrir d'un cancer de l’œsophage en phase terminale avec une espérance de vie estimée à six mois. Mais le club des Rangers annonce le décès de leur ancien gardien de but le 2 juillet, soit à peine un mois après l'annonce de sa maladie, à l'âge de 58 ans.